# Aftek
Aftek (Anteriorment Aftek Infosys) és una empresa índia que actua a nivell internacional. Té la seu central a Mumbai, India. És una societat pública limitada fundada el 1986 i que va estar representada a la Borsa de Valors d'Índia, i va ser una empresa pública fins al 1995. Des del 2003 cotitza a la Borsa de valors de Luxemburg.